# Romance da Empregada
Romance da Empregada é um filme de drama brasileiro de 1988, dirigido por Bruno Barreto e escrito por Naum Alves de Souza. Estrelado por Betty Faria, o filme conta as experiências de Fausta, uma empregada doméstica carioca que sonha em sair das condições precárias de vida na favela e para isso não mede esforços para melhorar de vida. O elenco secundário é composto por Brandão Filho, Daniel Filho, Analu Prestes, Guida Vianna, Duse Nacaratti e Vic Militello.
O filme foi selecionado como o representante brasileiro para concorrer ao Oscar de Melhor Filme Internacional de 1988. Porém não foi indicado ao prêmio.

## Sinopse
O filme conta a história de Fausta (Betty Faria), uma empregada doméstica que mora em uma favela com o marido João (Daniel Filho), bêbado e agressor. Todos os dias ela sai para trabalhar e pega a condução na companhia das amigas, também domésticas. No serviço, tem de suportar as exigências da patroa, e em casa tem de aturar o marido, que quebra a perna e a trai com a vizinha Coizinha (Cristina Pereira).
Apesar da dura realidade, Fausta sonhava em ser feliz. Um dia conhece seu Zé da Placa (Brandão Filho), um homem bem mais velho, que acreditava na vida e queria viver ao lado dela, lhe enchendo de presentes, como um tão sonhado walkman. Apesar da diferença de idade entre eles e a insistência do velho em ter uma noite de amor com ela, além de existir por parte de Fausta um interesse financeiro, os dois passam a nutrir um grande carinho um pelo outro, construindo uma bela amizade.

## Elenco
- Betty Faria como Fausta
- Brandão Filho como Zé da Placa
- Daniel Filho como João
- Cristina Pereira como Coizinha
- Analu Prestes como amiga de Fausta
- Guida Vianna como amiga de Fausta
- Duse Nacaratti como amiga de Fausta
- Vic Militello como amiga de Fausta
- Expedito Barreira
- Mário Borges
- Neuza Borges como manicure
- Cândido Damm
- Arthur Costa Filho como pai da patroa de Fausta
- Stela Freitas como Lurdes
- Raul Gazolla como turista argentino
- Cláudia Jimenez como Irmã Débora
- Eri Johnson como jogador de vôlei na praia
- Lutero Luiz como policial
- Marcos Palmeira como Luiz
- Antônio Pedro omoJ oaquim
- Tonico Pereira como entregador
- David Pinheiro como Walter
- Zezé Polessa como garçonete
- Ivan Setta como chefe de João
- Fafy Siqueira como enfermeira
- Tamara Taxman como patroa de Fausta
- Thelma Reston como vizinha do seu Zé
- Ana Lúcia Torre como mãe na fila do cinema
- Ataíde Arcoverde como passageiro do ônibus
- Ken Kaneco como passageiro do ônibus
- Nica Bonfim como vizinha de Fausta
- Maria Alves como vizinha de Fausta

## Produção

### Desenvolvimento
Sobre o processo de criação da identidade de Fausta, Betty Faria disse que escreveu histórias sobre a vida da personagem até a hora de começar as filmagens e alterou sua postura. Ela conta que foi construindo e entendendo essa mulher que leva uma vida sofrida. Em entrevista ao programa Grandes Cenas, disse: "Eu escrevo historias da vida do personagem que eu invento até a hora de começar o filme. E depois você começa a mexer no corpo, na postura. Então eu fui construindo essa mulher, entendendo essa mulher. Aquela vida danada, sem dinheiro. Aquele cabelo que não tinha tempo de tratar. Aquele trem da Leopoldina com calor. E trabalhar na casa da patroa da zona sul, que reclama, que bate pé, e chegar em casa, aquele marido bêbado que quebra a perna por que é um inútil. A revolta da vida daquela mulher que resolve arranjar um velho. E eu fui tomando de amores pela Fausta".
O filme foi gravado na Cidade do Rio de Janeiro, e teve cenas filmadas na Estação Leopoldina, e na Ilha de Paquetá. Para filmar a cena final do filme, onde a personagem de Betty Faria se encontra em cima do telhado de sua casa inundada, foram necessárias várias etapas de gravações que incluíam três locações distintas para simular as diferentes etapas da enchente.

## Lançamento
Romance da Empregada foi selecionado para a mostra de filmes do prestigiado Festival de Cannes, na França, sendo exibido em 15 de maio de 1988. O filme ainda percorreu por festivais de cinema no exterior, incluindo o Festival Internacional de Cinema de Chicago, Mill Valley Film Festival e AFI Festival. A estreia comercial do filme no Brasil ocorreu em 5 de outubro de 1988.[carece de fontes?]

## Prêmios e indicações
| Ano  | Associações                                               | Categoria    | Recipiente(s)        | Resultado | Ref. |
| ---- | --------------------------------------------------------- | ------------ | -------------------- | --------- | ---- |
| 1988 | Festival Internacional de Cinema de Havana                | Melhor Atriz | Betty Faria          | Venceu    |      |
| 1988 | Festival Internacional de Cinema de Chicago               | Melhor Filme | Romance da Empregada | Venceu    |      |
| 1988 | Festival de Sorrento - Incontri Internazionali Del Cinema | Melhor Atriz | Betty Faria          | Venceu    |      |